# Serik Achmetow

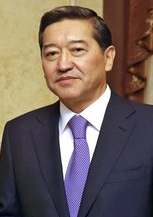
Serik Achmetow, 2013

Serik Nyghmetuly Achmetow (kasachisch Серік Нығметұлы Ахметов Serık Nyğmetūly Ahmetov, russisch Серик Ныгметович Ахметов; * 25. Juni 1958 in Temirtau, Kasachische SSR) ist ein kasachischer Politiker und ehemaliger Premierminister und Verteidigungsminister Kasachstans.

## Biografie

### Politische Laufbahn
Achmetow wurde 1986 zum ersten Sekretär des Regionalausschusses der Komsomol in der Region Qaraghandy. Von 1990 bis 1993 absolvierte er die Russische Akademie für Management und arbeitete anschließend für das metallurgische Kombinat in Qaraghandy.
Von 2001 bis 2003 war Achmetow Bürgermeister seiner Heimatstadt Temirtau. In den folgenden beiden Jahren besetzte er den Posten des stellvertretenden Bürgermeisters der kasachischen Hauptstadt Astana. Am 25. September 2006 wurde er vom Präsidenten zum Minister für Verkehr und Kommunikation ernannt, bevor er stellvertretender Premierminister Kasachstans wurde. Am 19. November 2009 wurde er durch das Dekret des kasachischen Präsidenten zum Äkim der Region Qaraghandy ernannt.
Am 20. Januar 2012 wurde Achmetow erster stellvertretender Premierminister Kasachstans. Vom 24. September 2012 an war er Premierminister der Republik Kasachstan.
Nachdem Achmetow Anfang April 2014 ohne Angabe von Gründen als Premierminister zurückgetreten war, wurde er am 3. April 2014 zum Verteidigungsminister Kasachstans ernannt. Diesen Posten bekleidete er bis zum 22. Oktober 2014.

### Strafverfahren
Am 19. November 2014 wurde Achmetow wegen schwerer Korruptionsvorwürfe von einem Gericht in Qaraghandy unter Hausarrest gestellt. Konkret wurden ihm Bestechlichkeit, Unterschlagung von rund 1,1 Mrd. Tenge, drei Fälle von Amtsmissbrauch mit einem Schaden von einer Milliarde Tenge für den Staat und die Verwicklung in illegale Unternehmensaktivitäten vorgeworfen. Er selbst wies alle Vorwürfe zurück. Neben Achmetow gab es Korruptionsvorwürfe gegen eine Reihe weiterer hochrangiger Politiker des Landes, darunter gegen Bauyrschan Äbdischew, den ehemaligen Gouverneur des Gebietes Qaraghandy und Meiram Smaghulow, den ehemaligen Bürgermeister von Qaraghandy.
Am 11. Dezember 2015 wurde Achmetow vom Regionalgericht in Qaraghandy wegen Korruption, trotz Zurückweisung der Vorwürfe, zu zehn Jahren Haft verurteilt. Es war das erste Mal in der Geschichte des Landes, dass ein Mitglied der politischen Elite zu einer Freiheitsstrafe verurteilt worden war. Er legte gegen das Urteil Berufung ein und bekannte sich anschließend schuldig und bat um Milde. Am 14. März 2016 kürzte ein Berufungsgericht in Qaraghandy seine Haftzeit um zwei Jahre. Im Januar 2017 wurde seine Haftzeit im Rahmen einer Massenamnestie anlässlich des 25. Jahrestages der kasachischen Unabhängigkeit erneut um ein Jahr und sieben Monate gekürzt.
Am 21. September 2017 wurde Achmetow auf Bewährung aus der Haft entlassen.